# 富田氏
富田氏（とだし/とみだし/とみたし）は、日本の氏族。

## 出雲佐々木流富田氏
宇多源氏佐々木氏流で近江源氏の分流である出雲源氏の氏族。

### 鎌倉時代
宇多源氏佐々木氏族の祖の一人である佐々木秀義五男の隠岐出雲両国守護佐々木義清の次男で隠岐泰清の四男四郎義泰が、出雲国意宇郡富田庄を領して富田（とだ）氏を名乗る。兄の頼泰は神門郡塩冶郷を領して塩冶（えんや）氏を称した。紋は「花輪違（七宝に花角）」。富田義泰の居城富田城は、のち尼子氏の居城となった。

### 室町時代
その後、出雲富田氏は、出雲守護職の山名時氏家臣として仕え目代となるが、観応の擾乱で南朝に組したため、幕府より所領を没収され京極道誉に与えられた。しかし、南朝側は富田秀貞の本領を安堵し、山名時氏の後ろ盾を得て京極氏の介入が防がれた為、富田氏は明徳の乱によって山名氏の勢力が弱体化するまで富田庄に勢力を保持した。桃山時代の武将で、朝倉氏の家臣・富田長繁などもこの出雲富田氏である。

### 江戸時代

丸に違い鷹羽

伊勢国安濃津城城主富田一白や、その嫡男伊予国宇和島藩祖富田信高はその子孫である。紋は「丸に違鷹羽」。なお、富田信高は後に改易され子孫は水戸藩士となった。その家系からは水戸藩若年寄で尊皇志士として活躍した富田三保之介知定らが輩出されている。三保之介は天狗党の乱にて宍戸藩主 松平頼徳を水戸藩主名代として奉じ、天狗党を率いて水戸に進駐し、対立関係にあった諸生党と衝突。これが幕府に反逆と看做されたため、後に降伏し、拘禁された古河藩で切腹した。その後、水戸藩家老・安島帯刀の次男・知正が継いで家系を存続させた。
```
佐々木義清
―
隠岐泰清
―
富田義泰
―
富田師泰
―
富田秀貞
―
富田直貞
―
富田信貞
―
富田貞清
＝
富田貞直
―
富田直政
―
富田直秀
―
富田重知
―
富田助知
―
富田一白
―
富田信高
～～
富田知定
＝
富田知正
```

## 武蔵児玉党流富田氏
武蔵国児玉郡富田邑（現在の埼玉県本庄市富田）発祥の氏族。武蔵七党中最大の武士団とされた児玉党を構成する氏族であり、児玉氏の本宗家から派生した。遵って、藤原姓とあるが、本来は有道（在道）姓である。児玉党の本宗家3代目児玉武蔵権守家行の三男である児玉三郎親家が、父家行から児玉郡の富田（とみだ）の領地を与えられ、土着して、富田三郎親家を名乗った事から始まる。遵って、12世紀中には富田氏を名乗っている。兄に庄太夫家弘（児玉党本宗家4代目）がいる。児玉党系富田氏の一族は、『吾妻鑑』『太平記』『前太平記』『北条五代記』『関東古戦録』などの資料に名が見える（薩埵峠の戦いにも参戦している）。
なお、親家は紀伊国の所領を得ているが、武功を立てて得たものではなく、幕府軍に生け捕られた時、将軍家に力芸を見せた事で罪を許され、所領を得たと言う変わった経歴を持っている。
親家の長兄は児玉郡の栗崎の地へ行き、庄氏を名乗り、次兄は児玉郡の塩谷の地に土着して塩谷氏を名乗った。遵って、児玉党系富田氏は、庄氏・塩谷氏と同族である。
児玉党の家紋は「軍配団扇紋」であるが、本宗家から領地を分与される際、その地名を氏とすると共に団扇の中の模様のみを変えた。その為、基本は軍配団扇であるが、氏族ごとに模様の方は異なる。富田家は他の党氏族と異なり、柄である竹が短めに書かれており（柄頭に飾りもある）、葉の方が強調されている（他の軍配団扇紋と比べ、全体的にはシンプルである）。葉は全部で五枚（左右に二枚ずつ、天辺に一枚）。厳密には、下段の葉は四枚葉、中段の葉は三枚葉、上段の一枚も三枚葉となっており、竹の上部に横長の方形が描かれている（竹の一部とも見て取れる）。特に細かい紋名はない模様である。
```
富田近家
―
富田近重
―
富田近行
-
富田近氏
～～
```

## 会津富田氏
会津富田氏は、松本氏や佐瀬氏、平田氏と共に会津蘆名氏の重臣「蘆名四天王」「四天の宿老」と称された家柄である。
安積臣丈部祐継の子孫で安積郡富田に住み、耶麻郡磐梯山の慧日寺の寺侍を経て土豪になった。『福島県史』や『郡山市史』では通字から伊東氏だと推定されているが、誤りであり、実際には丈部氏である。
貞応元年（1222年）に会津蘆名氏の家臣となっている。６代当主富田種祐が早世した後、後継者不在のまま５代当主であった富田祺祐が死去したため、芦名満盛または芦名満政の子である氏祐が富田氏の名跡を継いだ。
天正17年（1589年）、富田滋実は摺上原の戦いで伊達政宗と戦い、息子の富田隆実が奮戦するも、氏実は傍観ののち無断撤退し（伊達に内通とも）、蘆名氏は惨敗・滅亡した。または留守居役として本戦に参加せず、戦後伊達家に降伏したともいう。常陸の佐竹氏のもとへ逃亡もしたという説がある。富田隆実は相馬氏に仕官した。
支流の仙台富田氏の子孫に第２代日本銀行総裁等を歴任した富田鐵之助がいる。

## 後安積富田氏
享禄３年に安積郡富田に移住した伊東大和守祐盛ないしその甥を氏祖とする藤原姓富田氏で、会津富田氏と同じ安積郡富田を名字の地としつつも、会津富田氏とは別に起こった富田氏である。

## その他
- 『吾妻鏡』、元暦元年（1184年）8月2日条（雨降る）、平氏の残党と合戦し、残党は敗北、90人余り、討ち死にした（三日平氏の乱も参照）。この平氏残党の張本は4人であり、そのうちの1人は富田進士家助なる人物とされる。
- 「肥後国誌」では『隈部親永カ家人富田伊予守氏続永野城代に成』『里俗ハ日渡ノ城』というとある。文献「(日本歴史地名大系第44巻 熊本県の地名)」では永野城を日渡城のこととしているが、隈部館と日渡城を混同した可能性が高い[要出典]。